# نازان بكير أوغلو
نازان بكير أوغلو (بالتركية: Nazan Bekiroğlu)‏ (ولدت في 3 مايو عام 1957) كاتبة تركية وأكاديمية.
نشرت نازان بكير أوغلو منذ عام 1997 قصصاً، ومقالات، وروايات وأبحاثاً. وفي عام 2006 حازت على جائزة قصة إتحاد الكتاب التركي عن تأليفها لقصة «نهر الزجاج، السفينة الحجرية». وهي حالياً تنشر مقالات بالعمود في صفحة الثقافة والفنون في صحيفة «الوقت».

## السيرة الذاتية
ولدت نازان بكير أوغلو في 3 مايو عام 1957 في مدينة طرابزون. وكانت أصغر طفلة من بين ثلاثة أطفال لعائلة لديها إهتمام وشغف بالأدب. فكان والدها صاحب صحيفة محلية بعنوان «الهدف» وكان لديه شغف واهتمام بالتاريخ العثماني بالإضافة إلى الأدب. وحينما بلغت من العمر أربعة عشر عاماً قد توفي والدها. وكان والدها هو بطل القصة التي تُدعى «هناك ألم ووجع في الداخل».
وعقب إنهاء نازان بكير أوغلو لتعليمها الابتدائي والثانوي في طرابزون ذهبت إلى أرضروم ودرست في قسم اللغة التركية وآدابها في جامعة أتاتورك وقد تخرجت من ذلك القسم في عام 1979. وكانت تدرس الأدب الشعبي وجمالية آسيا الوسطى خلال أعوام دراستها. وكانت تعكس هذا في قصصها الأولى إلى حد ما (وفاة حواء هانم). وكان يشجعها ويدعمها أستاذها أورهان أوكاي من حيث تطوير شخصيتها الأكاديمية وكذلك الفنية.
وعقب تدريس نازان بكير أوغلو في المدرسة الثانوية لمدة أربع أعوام شغلت بعد ذلك منصب عضو هيئة التدريس في قسم اللغة التركية وآدابها في كلية الفاتح للتربية والتعليم بجامعة كارادينيز الفنية وذلك في عام 1985. وحصلت نازان على شهادة الدكتوراه حول موضوع تحليل روايات خالدة أديب أديوار من الناحية الفنية حيث أنها إستأنفتها تحت إشراف أورهان أوكاي وذلك في عام 1987. وفي العام نفسه بدأت العمل في القسم نفسه كعضو هيئة التدريس. وفي عام 1995 شغلت منصب أستاذ جامعي من خلال مشروع حول الشاعرة نيجار هانم.
نشرت نازان بكير أوغلو أول كتاب لها بعنوان «حكايات راهبة» في عام 1997. وقد شغلت نازان منصب عضو هيئة التدريس في قسم تعليم اللغة التركية حيث أنه قد أفُتتح في جامعة كارادينيز الفنية منذ عام 1998.وفي 4 مايو عام 2001 أصبحت نازان بكير أوغلو أستاذاً جامعياً. ونشرت العديد من المقالات العلمية، والقصص القصيرة والأطروحات في العديد من المجلات المختلفة. وتعد نازان بكير أوغلو أم لطفلين.

## كتبهاالكراسة
- حكايات راهبة (قصة: دار نشر ديرجاه، عام 1997)
- الشاعرة نيجار هانم (بحث، دار نشر الاتصالات، عام 1998)
- خالدة أديب أديوار (بحث، دار نشر شولي، عام 1999)
- الحبر الأرجواني (مقال، دار نشر إيي أدام، عام 1999)
- يوسف وزليخة \ الخفقان في القلب الحزين (دار نشر تيماش ومسنفيسي الشرقية، عام 2000)
- التوليب الأزرق والتوليب المفقود (مقال، دار نشر إيي أدام، عام 2001)
- من بين الحريق بالإسم (رواية، دار نشر تيماش، عام 2002)
- باب المدخل (مقال، دار نشر تيماش، عام 2003) (جائزة مقال العام لعام 2003 بإتحاد الكتاب التركي)
- نهر الزجاج والسفينة الحجرية (قصة، دار نشر تيماش، عام 2006) (جائزة قصة العام 2006 بإتحاد الكتاب التركي)
- دينار: مقطع لفظي أبدي (رواية – دار نشر تيماش – ميسنفي، عام 2008)
- المسار (مقال، دار نشر تيماش، عام 2010)
- شجرة الرمان (رواية، دار نشر تيماش، عام 2012)
- منفى الميموزا (مقال، دار نشر تيماش، عام 2013)

## الوصلات الخارجية
- (ليس موقع رسمي nazanbekiroglu.com (
- http://twitter.com/NazanBekiroglu